# Snehadevi Reddy
Snehadevi S. Reddy (Hindi: स्नेहादेवी रेड्डी; * 13. Februar 1997) ist eine ehemalige indische Tennisspielerin.

## Karriere
Reddy begann mit vier Jahren das Tennisspielen und bevorzugt Sandplätze. Sie spielte überwiegend Turniere auf der ITF Women’s World Tennis Tour, wo sie je zwei Einzel- und Doppeltitel gewonnen hat.
2012 spielte sie im April für das U16 Fed-Cup-Team von Indien in Victoria, Australien.
2017 wurde sie in der indischen Fed-Cup-Mannschaft für ein Doppel zusammen mit Riya Bhatia eingesetzt, das die beiden in der Begegnung gegen China verloren.

## Turniersiege

### Einzel
| Nr. | Datum              | Turnier    | Kategorie   | Belag     | Finalgegnerin          | Ergebnis      |
| --- | ------------------ | ---------- | ----------- | --------- | ---------------------- | ------------- |
| 1.  | 13. September 2015 | Hyderabad  | ITF $10.000 | Sand      | Sai Samhitha Chamarthi | 7:64, 7:5     |
| 2.  | 19. Juni 2016      | Grand Baie | ITF $10.000 | Hartplatz | Valeria Bhunu          | 6:4, 4:6, 6:3 |

### Doppel
| Nr. | Datum         | Turnier | Kategorie   | Belag     | Partnerin                  | Finalgegnerinnen                       | Ergebnis          |
| --- | ------------- | ------- | ----------- | --------- | -------------------------- | -------------------------------------- | ----------------- |
| 1.  | 23. Mai 2015  | Bhopal  | ITF $10.000 | Hartplatz | Dhruthi Tatachar Venugopal | Sharmada Balu Hsu Ching-wen            | 0:6, 7:61, [10:3] |
| 2.  | 10. Juni 2016 | Réunion | ITF $10.000 | Hartplatz | Pauline Payet              | Kyra Shroff Dhruthi Tatachar Venugopal | 6:4, 2:6, [10:6]  |